# 藍黃金剛鸚鵡
藍黃金剛鸚鵡，又名琉璃金剛鸚鵡，屬於鹦鹉科中的金剛鸚鵡屬。生長於南美洲的沼澤森林，由巴拿马南部至巴西、玻利维亚及巴拉圭一帶。但可能已絕跡於千里達及托巴哥。
牠們的身長可達76至84厘米，重約900至1300克。鳥身為亮麗的藍色，前額有少許綠色羽毛，臉部有著白色的皮膚，皮上有橫向黑色的細羽毛；耳孔旁邊的羽毛、前胸、下腹以至尾巴為黃色，尾巴上方為藍色，而鳥喙呈黑色，可咬開堅硬的果殼。

## 人工飼養

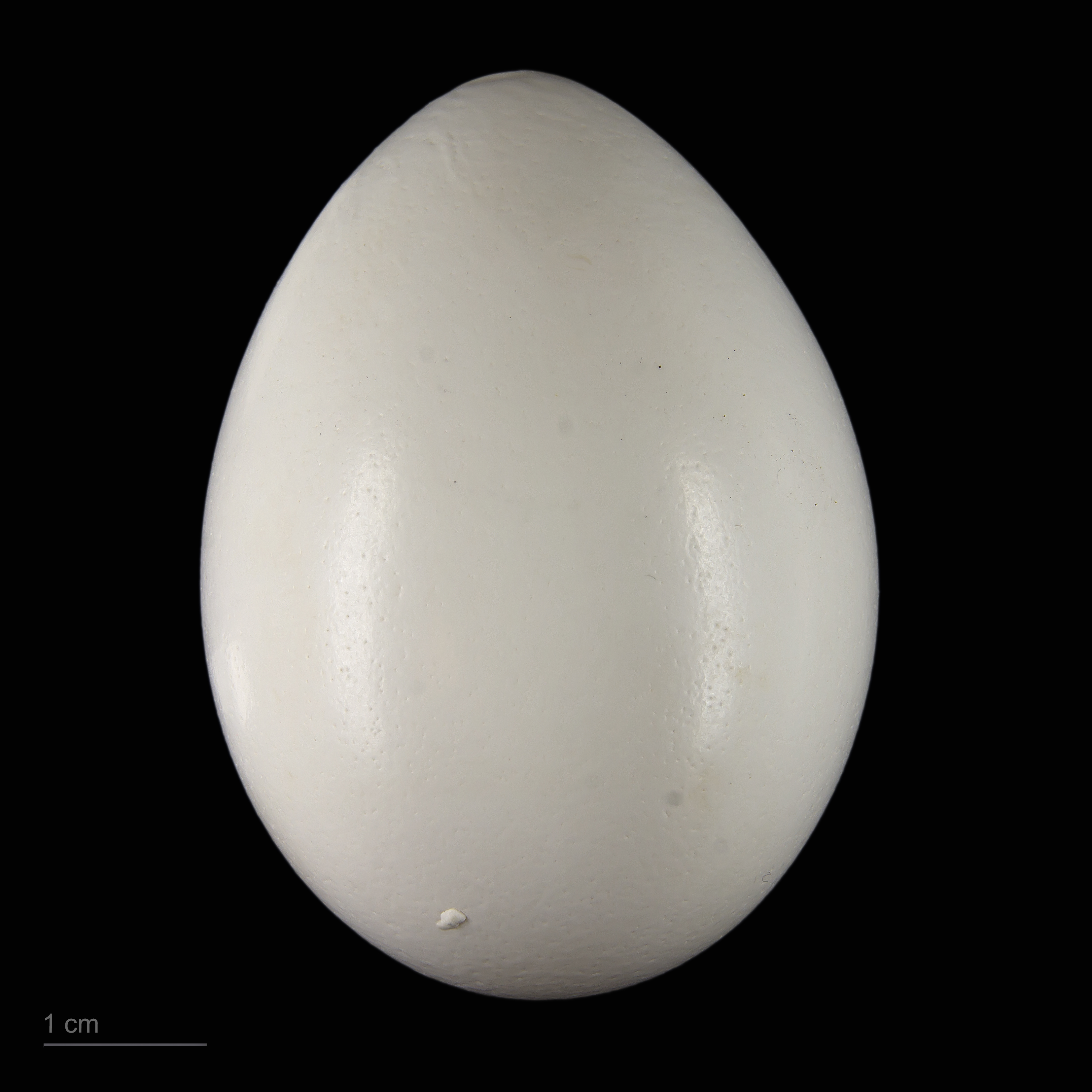
卵 Ara ararauna

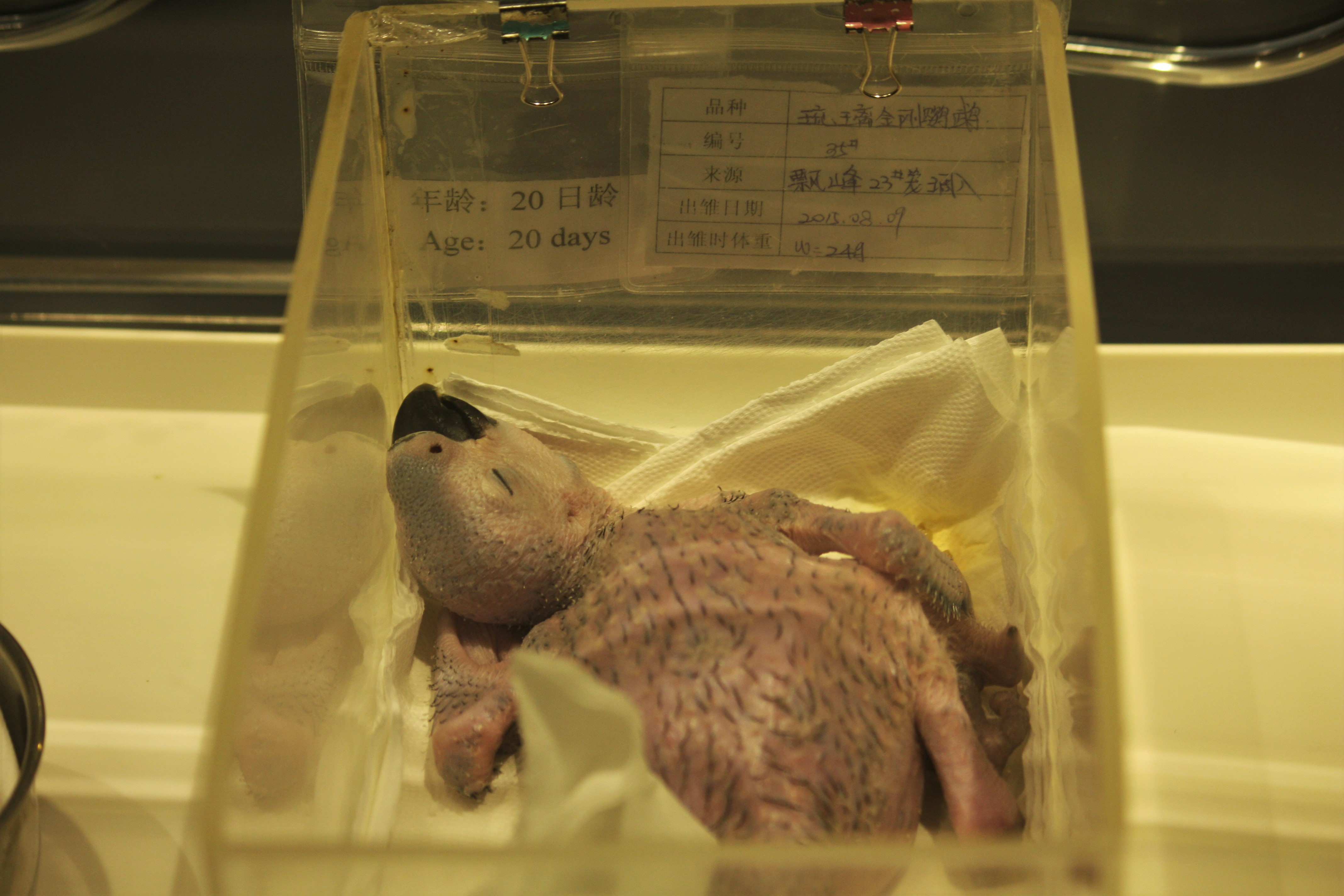

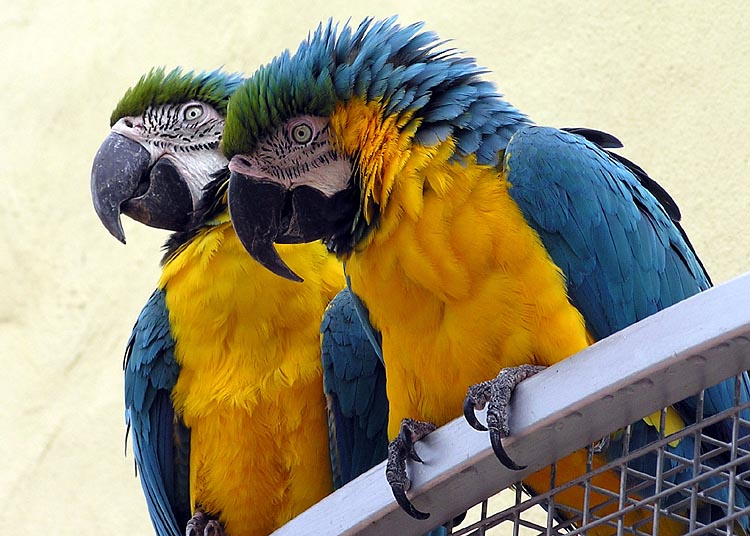
藍黃金剛鸚鵡於英國北得文Combe Martin Wildlife and Dinosaur Park

藍黃金剛鸚鵡擁有攝人的外表及良好的語言能力，是最受飼養者歡迎的鸚鵡之一，但飼養牠們往往需要較多的努力及知識，因為牠們不同於飼養貓狗。牠們有高度的智力，脾性溫和友善，只要滿足到牠們的需要，牠們會是很好的寵物。
但即使得到良好照顧，藍黃金剛鸚鵡仍會鳴叫，而且非常吵耳。大聲鳴叫及用鳥喙破壞物件是牠們的天性，即使在人工飼養的環境下，牠們亦會做出這些行為。可以訓練鸚鵡只咬玩具，但當沒有人看管的情況下，如果鸚鵡沒有被在籠內，牠們會大肆破壞。
野外的藍黃金剛鸚鵡主要進食水果、堅果、各種棕櫚樹的果實、種子、花朵、嫩芽，以及寄生植物、昆蟲等。每天清晨和傍晚，牠們會到河岸食用泥土，原因是他們的食物中很多是未成熟的種子或果實，其中含有毒素，進食泥土不但可以協助排出這些毒素，更可補充礦物質並幫助消化。目前，這些泥土河岸已經被列為觀光景點。
而人工飼養藍黃金剛鸚鵡，需要給予多種不同的食物，只有種子的膳食會引起健康問題，如維他命缺乏。良好的膳食應該是包括營養補充劑、種子、果仁、乾果，並定時給予新鮮的水果及蔬菜。有一些食物對鳥類或鸚鵡是有害的，例如櫻桃核、巧克力、咖啡鹼。巧克力、咖啡鹼在鳥類體內的新陈代谢與人類的有所不同。

## 媒體
- Ara ararauna
  - 迪士尼動物王國內的藍黃金剛鸚鵡影片
  - 看不到影片吗？請參見幫助頁面。

## 外部連結
- City Parrots （页面存档备份，存于）
- SOE鵡林鸚雄 — 藍黃金剛
- The Parrot World Trust （页面存档备份，存于）
- 藍黃金剛鸚鵡影片